# Sorbus cambrensis
Sorbus cambrensis är en rosväxtart som beskrevs av M.Proctor. Sorbus cambrensis ingår i släktet oxlar, och familjen rosväxter. Inga underarter finns listade i Catalogue of Life.